# Gunung Uling Ijuk
Gunung Uling Ijuk är ett berg i Indonesien.   Det ligger i provinsen Aceh, i den västra delen av landet, 1 600 km nordväst om huvudstaden Jakarta. Toppen på Gunung Uling Ijuk är 2 031 meter över havet. Gunung Uling Ijuk ingår i Van Daalen Mountains.
Terrängen runt Gunung Uling Ijuk är kuperad åt sydost, men åt nordväst är den bergig.  Trakten runt Gunung Uling Ijuk är nära nog obefolkad, med mindre än två invånare per kvadratkilometer. I omgivningarna runt Gunung Uling Ijuk växer i huvudsak städsegrön lövskog.